# 33344 Madymesplé
33344 Madymesplé è un asteroide della fascia principale. Scoperto nel 1998, presenta un'orbita caratterizzata da un semiasse maggiore pari a 2,6730741 UA e da un'eccentricità di 0,2134270, inclinata di 5,17671° rispetto all'eclittica.
L'asteroide è dedicato al soprano francese Mady Mesplé.